# Guillaume Daels
Guillaume Jacques (Willem) Daels was een Belgisch vrederechter en politicus.

## Levensloop
Daels huwde in 1813 een telg uit de familie Borrens. Ook was hij eigenaar van het Meertselbos.
Daarnaast was hij politiek actief. Omstreeks 1812 werd hij tot maire van Aarschot aangesteld, een mandaat dat hij wist te handhaven tijdens de Nederlandse periode en de eerste jaren na de Belgische Revolutie. Nadat hij in 1833 was aangesteld tot vrederechter van het kanton Aarschot werd hij in de hoedanigheid van burgemeester opgevolgd door Guillaume Le Corbesier.
Zijn kleinzoon Felix trad later in zijn politieke voetsporen.